# Emyr Evans
Emyr Evans (* 25. November 1996 in Cardiff) ist ein walisischer Squashspieler. 

## Karriere
Emyr Evans begann seine Karriere im Jahr 2015 und gewann bislang zwei Titel auf der PSA World Tour. Den ersten gewann er im Dezember 2022 in Sutton Coldfield. Seine beste Platzierung in der Weltrangliste erreichte er mit Rang 69 am 3. Februar 2025. Seit 2015 gehört Evans zum Aufgebot der walisischen Nationalmannschaft, für die er bei den Europameisterschaften 2015 debütierte. Auch 2016, 2017, 2018, 2019 und 2022 gehörte er zum Kader. Mit der walisischen Nationalmannschaft nahm er außerdem 2017, 2019 und 2023 an der Weltmeisterschaft teil. Dabei belegte die Mannschaft 2019 mit dem dritten Platz ihr zweitbestes Resultat in der Weltmeisterschafts-Historie.
Im April 2022 vertrat Evans Wales bei den Weltmeisterschaften im Doppel und erreichte mit Peter Creed das Viertelfinale. Drei Monate darauf nahm Evans an den Commonwealth Games in Birmingham teil. Im Einzel schied er im Achtelfinale gegen Paul Coll aus, während er im Doppel erneut mit Peter Creed ein Team bildete. Auch bei diesem Wettbewerb kam Evans nicht über das Achtelfinale hinaus. In den Jahren 2016, 2018 und 2019 wurde er hinter Joel Makin bzw. Peter Creed walisischer Vizemeister.
Seine Schwester Tesni Murphy spielt ebenfalls auf der World Tour.

## Erfolge
- Gewonnene PSA-Titel: 2
- Walisischer Vizemeister: 2016, 2018, 2019